# Duroia triflora
Duroia triflora är en måreväxtart som beskrevs av Adolpho Ducke. Duroia triflora ingår i släktet Duroia och familjen måreväxter. Inga underarter finns listade i Catalogue of Life.